# Élections législatives arméniennes de 2021
Les élections législatives arméniennes de 2021 ont lieu le 20 juin 2021 afin de renouveler les membres de l'Assemblée nationale.
Initialement prévues pour 2023, elles sont convoquées de manière anticipée à la suite des tensions causées par la défaite arménienne dans la guerre de 2020 au Haut-Karabagh, qui voit le gouvernement du Premier ministre Nikol Pachinian fortement remis en cause.
Malgré toute attente, le parti Contrat civil de Pachinian, bien qu'en recul en termes de suffrages, remporte largement les élections au détriment de l'Alliance arménienne, jusqu'alors donnée favorite du scrutin.

## Contexte

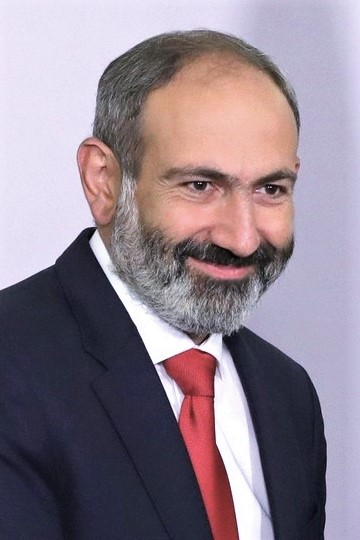
Nikol Pashinian en 2018

Les élections législatives de décembre 2018 ont lieu de manière anticipée à la suite de la révolution arménienne de 2018 ayant provoqué la chute du Premier ministre Serge Sarkissian le 23 avril 2018.
Le scrutin a pour résultat une large victoire de l'Alliance « Mon pas » du meneur de la révolution et nouveau Premier ministre Nikol Pachinian, qui réunit à elle seule plus des deux tiers des suffrages,. Le succès du mouvement « Mon pas » est tel qu'il déclenche la mise en application pour la première fois d'une clause de la loi électorale empêchant l'hégémonie d'un seul parti au parlement. L'alliance ayant obtenu plus de deux tiers des voix, le poids de ses 88 sièges est en effet contrebalancé par l'attribution de sièges supplémentaires aux autres partis, de telle sorte que sa part en sièges est abaissée aux deux tiers du total ainsi obtenus, qui passe de 105 à 132 sièges.

L'Azerbaïdjan hors de la zone concernée.
L'Arménie.
Zones conquises par l'Azerbaïdjan restant sous son contrôle.
Zones évacuées par l'Artsakh et l'Arménie en novembre et décembre 2020.
Artsakh qui reste sous contrôle arménien.
Couloir de Latchin, sous surveillance russe.
- Frontières d'Artsakh avant le conflit.

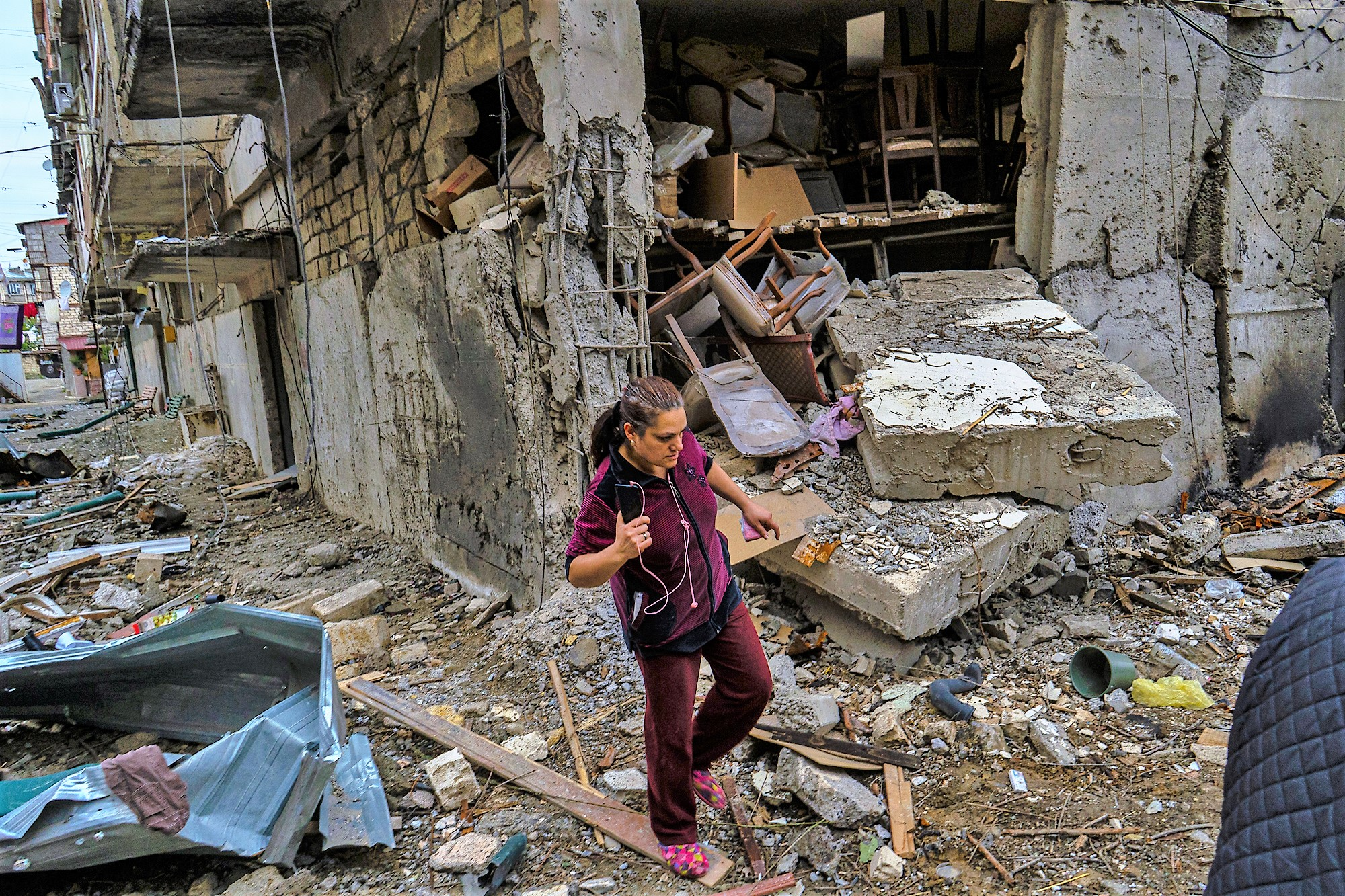
Complexe d'habitation en République d'Artsakh, détruit par les bombardements de l'Azerbaïdjan.

Nikol Pachinian réussit de fait son pari d'une organisation anticipée du scrutin. En plus de légitimer son accession au pouvoir neuf mois après la révolution dont il avait pris la tête, les élections dotent le Premier ministre de centre gauche d'une solide majorité au parlement, qu'il qualifie de « majorité révolutionnaire », et qu'il entend utiliser pour mettre en œuvre son programme de lutte contre la corruption et de réforme de l'économie.
En septembre 2020, cependant, une guerre éclate entre l'Azerbaïdjan et la République d'Artsakh, ou Haut-Karabagh, une république non reconnue soutenue par l'Arménie, réveillant un conflit gelé depuis la chute de l'URSS. La cuisante défaite de l'allié historique amène à des appels de plus en plus pressant à la démission de Pachinian et l'organisation d'élections anticipées. Conjuguée aux effets de la pandémie de Covid-19, la défaite voit l’économie arménienne connaitre une récession de 7,6 % en 2020, tandis que la poussée du chômage et de l'inflation accélèrent l’émigration vers la Russie Le Premier ministre réagit en proposant en retour la formation d'un gouvernement d'union nationale dont il garderait la tête avant la tenue d'élections en 2021. Bien qu'ayant une fonction essentiellement honorifique, le président Armen Sarkissian, hospitalisé pour cause de Covid-19, se déclare également en faveur d'un scrutin anticipé. Courant février, les réticences du parti au pouvoir ralentissent néanmoins la tenue d'un tel scrutin, le gouvernement essayant en parallèle d'amender la Constitution de façon à permettre la dissolution du Parlement sans que le Premier ministre ne soit contraint à démissionner et à se cantonner aux affaires courantes, comme l'exige la constitution en vigueur. La défection de cinq députés lui fait cependant perdre la majorité des deux tiers nécessaire pour une révision de la constitution, rendant caduc le projet.
Le 25 février, le chef d'état-major de l'armée Onik Gasparian et plusieurs généraux se joignent aux appels à la démission de Pachinian. Celui-ci réagit en appelant ses partisans à se rassembler dans les rues de la capitale pour afficher leur soutien, avant de limoger Gasparian et de condamner ce qu'il qualifie de « tentative de coup d'État militaire »,. Le gouvernement russe — allié traditionnel de l'Arménie — annonce suivre la situation « avec préoccupation » et invite les parties au calme. Les États-Unis, indiquant également « [suivre] la situation de près », appellent à « [la] retenue et à s’abstenir de tout acte de violence ou qui favoriserait une escalade ». Malgré le soutien affiché de l'armée à l'opposition, cette dernière peine à mobiliser, Pachinian prenant la tête d'un cortège de 20 000 personnes dans les rues de la capitale, tandis que l'opposition en rassemble entre 10 000 et 13 000 personnes le même jour, puis ceux suivants,,. La démission du chef d'état-major est cependant refusée deux jours plus tard par le président Armen Sarkissian dans ce qui est alors perçu comme un soutien symbolique aux appels à un scrutin anticipé, les pouvoirs du président arménien — avant tout honorifiques — ne lui permettant pas de s'y opposer dans la durée.
Nikol Pachinian finit le 1er mars par proposer des législatives anticipées, à la condition que celles ci soient soutenues avant le 18 mars par l'opposition parlementaire présente à l'Assemblée nationale, pour un scrutin fixé au 20 juin suivant,. Pachinian annonce fin mars sa démission — effective le 25 avril —, de manière à provoquer la convocation du scrutin via un échec répété à investir un successeur, le Premier ministre et son gouvernement étant alors chargés des affaires courantes,. Les 3 et 10 mai, le gouvernement et l'opposition organisent l'échec d'un vote de ré-investiture de Pachinian par l'assemblée, réunissant ainsi les conditions pour une dissolution anticipée,.

## Système électoral

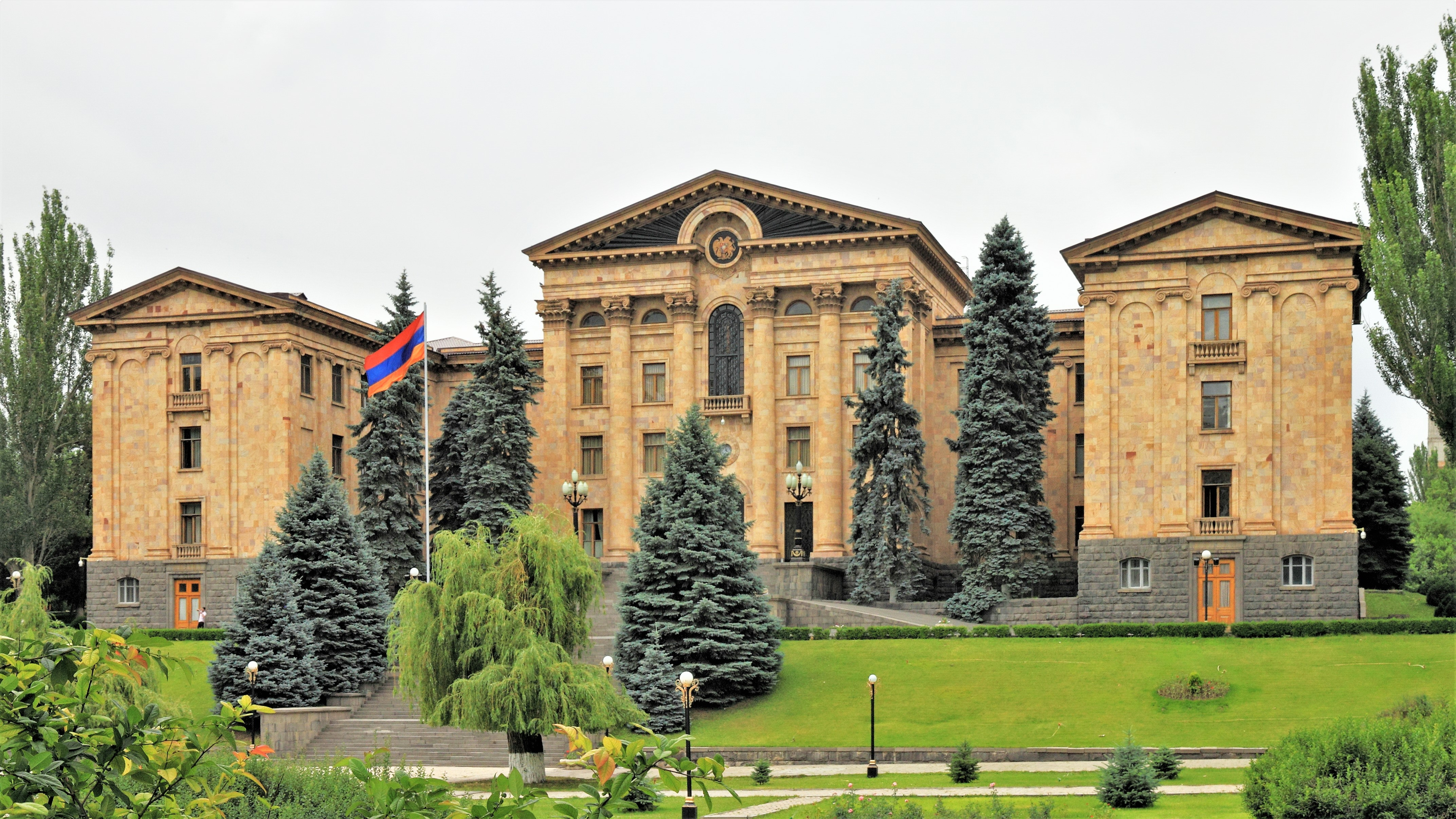
Le siège de l'Assemblée nationale à Erevan.

L'Assemblée nationale est le parlement unicaméral de l'Arménie. Elle est composée d'un minimum de 101 sièges pourvus pour cinq ans au scrutin proportionnel plurinominal, avec un seuil électoral de 5 % pour les partis et 7 % pour les alliances de partis. Un minimum de trois partis sont cependant représentés au parlement, ce qui permet aux trois partis ou alliances arrivés en tête d'avoir des sièges même si l'un ou plusieurs d'entre eux n'atteignent pas les seuils électoraux.
Jusqu'à quatre sièges réservés aux minorités (Yézidis, Russes, Assyriens, Kurdes) peuvent s'ajouter aux 101 sièges de base. Les listes nationales présentées par les partis comportent ainsi une section distincte pour chacune de ces minorités, comportant jusqu'à quatre candidats. Si la liste ayant obtenu le plus de voix ne comporte pas de candidats d'une minorité, le siège est attribué à la liste suivante en comportant un. Les listes présentées par les partis sont fermées, sans possibilité d'effectuer un vote préférentiel. Elles ne peuvent inclure plus de 70 % de l'un ou l'autre sexe, et doivent alterner au minimum tous les quatre noms le sexe des candidats.
Plusieurs éléments de la loi électorale visent à assurer à la fois une majorité gouvernementale stable et une représentation proportionnelle représentatives des différents courants politiques du pays. Ainsi, un parti ou une coalition ayant obtenu la majorité absolue des voix mais moins de 54 % des sièges se verra attribuer des sièges supplémentaires pour atteindre ce seuil. Inversement, si au cours du premier tour un parti ou une alliance remporte seul plus de deux tiers des suffrages, le seuil électoral est abaissé à 2 % de manière à faire entrer davantage de partis au parlement, de telle sorte qu'un tiers des sièges de l'assemblée peuvent finalement être acquis à d'autres partis que celui majoritaire.
La possibilité d'un second tour est prévue. Celui-ci n'a lieu que si aucun parti ne remporte une « majorité parlementaire stable » en atteignant un seuil de 54 % des sièges. Dans ce cas, si aucune coalition composée au maximum de trois partis ou alliances n'est formée de manière à atteindre ce seuil dans les six jours suivant l'élection, il est procédé dans un délai de 28 jours à un second tour entre les deux partis ou alliances arrivés en tête lors du premier tour. Des alliances sont permises avec les partis exclus du ballotage. Les 105 sièges auparavant répartis ne sont pas remis en cause, le parti arrivé en tête du second tour recevant des sièges supplémentaires de manière à atteindre le seuil de 54 % du total des sièges. Le vote n'est pas obligatoire.

### Changements récents
La loi électorale fait l'objet de changements courant 2021. Opposé à une modification du texte si proche de l'échéance électorale, le président de la République Armen Sarkissian annonce le 17 avril son intention de ne pas signer la loi. Il ne renvoie cependant pas le texte devant la Cour constitutionnelle dans les 21 jours suivant son adoption, permettant au président de l'Assemblée nationale de le signer une fois passé ce délai, comme l'y autorise la Constitution,,.
Auparavant, sur le total de sièges, la moitié était attribuée selon les résultats des listes au niveau d'une unique circonscription nationale, tandis que la moitié restante était attribuée selon leurs résultats dans treize circonscriptions. Les électeurs votaient sur un bulletin à double colonne, l'une nationale à liste fermée et l'autre pour les circonscriptions à liste ouverte avec possibilité d'effectuer un vote préférentiel, dit « ratingayine », pour l'un des candidats de la liste. La réforme met fin à ce système, longtemps accusé de favoriser le clientélisme et l'achat de voix au niveau local, et y substitue la proportionnelle intégrale avec listes fermées au niveau national.
Également, si au cours du premier tour un parti ou une alliance remportait seul plus de deux tiers des suffrages, des sièges supplémentaires étaient répartis aux autres partis de manière qu'au moins un tiers des sièges de l'assemblée soient acquis à d'autres partis que celui majoritaire. La nouvelle loi y substitue un abaissement de seuil électoral à 2 %.
Ce dernier est par ailleurs modifié, mais pour une entrée en vigueur seulement au scrutin suivant les législatives de 2021. Le seuil électoral pour les partis passera ainsi de 5 à 4 %, celui pour les alliances de trois partis ou moins de 7 à 8 %, et un nouveau seuil est instauré pour les alliances de plus de trois partis, qui s'établit à 10 %. La nouvelle loi électorale autorise ainsi les alliances de plus de trois partis, auparavant interdites, une modification qui prend effet dès le scrutin de 2021.

## Campagne

### Accroissement de l'offre politique

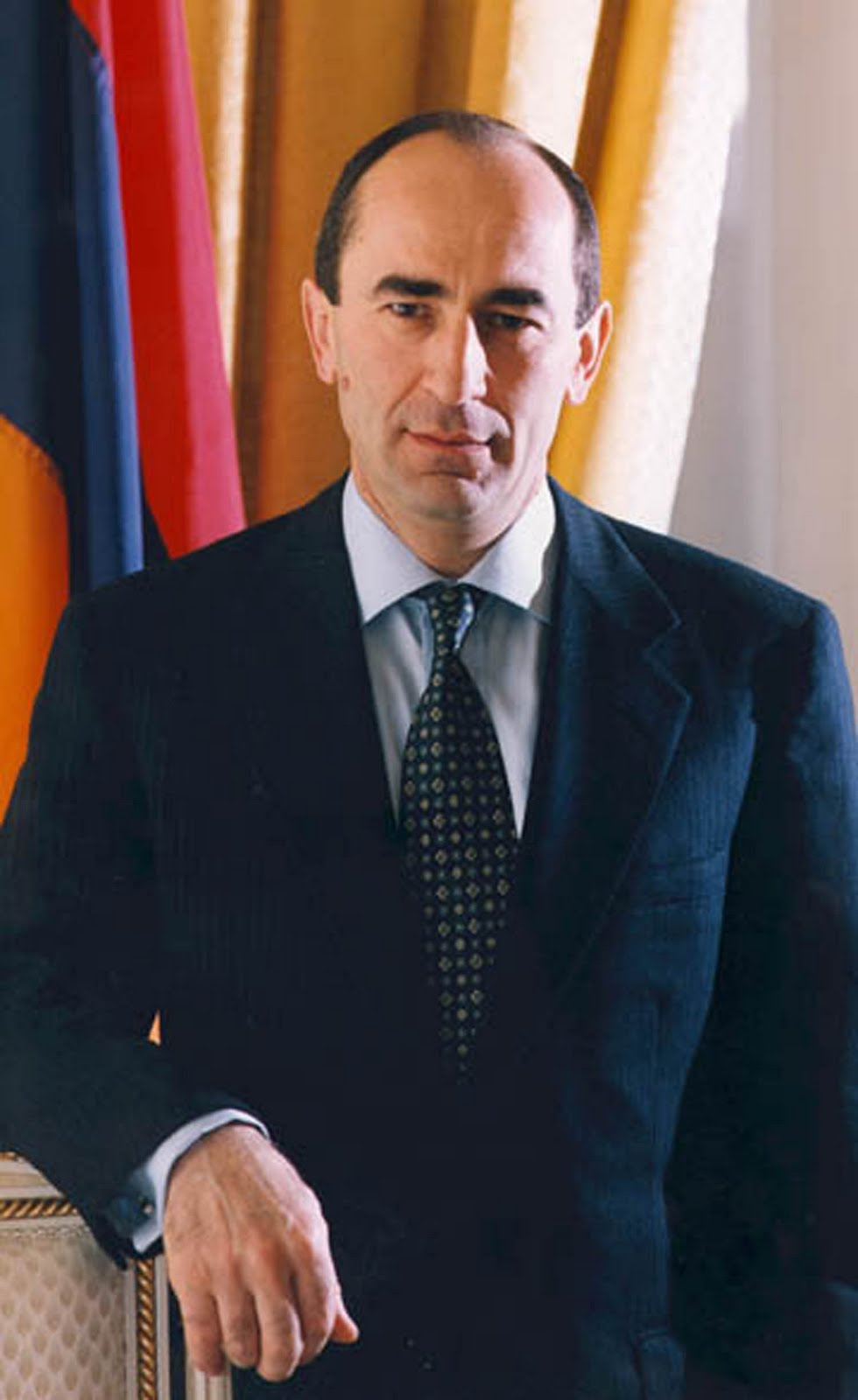
Robert Kotcharian

Un total de 22 partis et 4 alliances prennent part au scrutin, ces dernières étant soumises aux seuil électoral relevé à 7 %, contre 5 % pour les premiers. Il s'agit d'une nette hausse du nombre de formations en lice, seuls 9 partis et 2 alliances ayant concourues lors des élections législatives organisées deux ans plus tôt. Bien que multipartite avec un total de 2 605 candidats dont 947 femmes, la campagne est dominée par un duel entre Contrat civil et l'Alliance arménienne.
Le parti Contrat civil de Nikol Pachinian connait un fort recul dans les sondages par rapport aux résultats en 2018 de l'Alliance « Mon pas » conclue avec le parti de la mission, qui n'est pas renouvelée à l’occasion du scrutin de 2021. Contrat civil fait notamment l'objet de critique au cours de la campagne pour l'inclusion dans ses listes de deux riches entrepreneurs, Gurgen Arsenyan et Khachatur Sukiasyan, ce qui amène l'opposition à l'accuser de renier ses promesses passées de séparer les mondes des affaires et de la politique. Pachinian fait cependant surtout l'objet de critiques très dures quant à son rôle dans l'échec catastrophique de la guerre en Artsakh, qui voit une importante partie de l'opposition appelant collectivement à sa démission faire voix commune au sein du Mouvement pour le salut de la mère patrie, une alliance informelle.
L'Alliance arménienne est quant à elle menée par Robert Kotcharian. Ancien président de la République de l'Artsakh de 1994 à 1997 avant son passage en Arménie où il occupe successivement les postes de Premier ministre de 1997 à 1998 puis de président de la république de 2000 à 2008, Kotcharian procède à un retour sur la scène politique en se positionnant en principal opposant à Pachinian, ce qui permet à l'alliance de percer dans les sondages. L'ancien président avait auparavant été mis en accusation pour « renversement de l'ordre constitutionnel » en juin 2018 pour son rôle dans la répression sanglante des manifestations de protestations consécutives à la réélection de Serge Sarkissian à la présidentielle de 2008 lors d'un scrutin entaché d’irrégularité qui avait été suivi de manifestations entre autres organisées par Nikol Pachinian,. Après deux ans de procès, Robert Kotcharian est finalement acquitté à temps pour les législatives, la cour jugeant invalide les articles utilisés pour la mise en accusation. L'Alliance arménienne réunit ainsi la Fédération révolutionnaire arménienne de Kotcharian, Arménie unie et le parti Renaissance arménienne de l'ancien gouverneur de Syunik, Vahe Hakobyan.

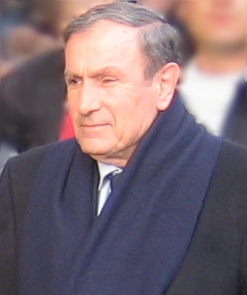
Levon Ter-Petrossian

Un autre ancien président de 1991 à 1998, Levon Ter-Petrossian, tente également un retour, après celui infructueux de 2008. Alors candidat malheureux à l'élection présidentielle, Ter-Petrossian était arrivé deuxième face à Serge Sarkissian. Après avoir soutenu l'Alliance « Mon pas » en 2018, le Congrès national arménien dirigé par Ter-Petrossian se montre très critique de la gestion de la guerre en Artsakh, allant jusqu'à proposer à Sarkissian et Kotcharian de s'allier pour faire battre le Premier ministre sortant. Cibles de longue date des critiques de Ter-Petrossian pour n'avoir selon lui pas su tirer profits de plusieurs opportunités de régler pacifiquement la question Artsakhtsiote par un compromis, ses deux successeurs déclinent la proposition. Le Congrès national arménien fait alors ouvertement campagne pour empêcher tout retour au pouvoir de Pachinian comme de Sarkissian,.
Tout nouvellement créé courant janvier 2021, le parti Arménie intègre mène campagne sur la lutte contre la corruption. Particulièrement critique des administrations ayant précédées l'arrivée au pouvoir de Pachinian, dont celles de Ter-Petrossian, Kotcharian et Sarkissian, le parti n'épargne pas pour autant le Premier ministre sortant, accusé d'avoir failli à ses promesses sur cette question.
L'ancien parti de Sarkissian, le Parti républicain d'Arménie (HHK), se présente quant à lui au sein de l'Alliance « J'ai l'honneur » avec le Parti de la mère patrie, sous l'égide de son dirigeant Artur Vanetsyan. Ancien chef de la sécurité nationale sous Sarkissian, Vanetsyan est brièvement arrêté en novembre 2020 pour avoir organisé des « désordres de masses illégaux » ainsi que sur la base de soupçon de participation à une tentative d'assassinat de Pachinian. L'alliance voit également le retour en politique de Taron Margarian, membre du HHK et maire d'Erevan de 2011 à 2018, date à laquelle la révolution arménienne ainsi que la révélation d'affaires de corruption le conduisent à la démission, provoquant des élections municipales anticipées remportées par l'Alliance « Mon pas ».
Arrivé deuxième au précédent scrutin, Arménie prospère voit son dirigeant Gagik Tsarukyan arrêté en septembre 2020 pour suspicion d'achats de votes, fraudes et appropriation illégale de terrains. Ancien champion de bras de fer reconverti en homme d'affaires avant de devenir l'homme le plus riche d'Arménie, Tsarukyan est liberée sous caution un mois plus tard du fait de l'instauration de la loi martiale consécutive au déclenchement de la guerre. Après la fin de celle ci, Arménie prospère rejoint le Mouvement pour le salut de la mère patrie,.
Troisième force politique du parlement sortant, le parti Arménie lumineuse se présente à nouveau sous la conduite de son fondateur Edmon Marukyan. Ancien allié de Contrat civil au sein de l'Alliance « La sortie » lors des Élections législatives arméniennes de 2017, Arménie lumineuse voit ses relations avec le parti au pouvoir se détériorer au cours des années suivant la victoire de l'Alliance « Mon pas » aux élections de 2018, une dégradation qui culmine en mai 2020 lorsque le député de Contrat civil Sasun Mikayelyan gifle publiquement Marukyan lors d'une session du parlement. Si Arménie lumineuse appelle également à la démission de Pachinian à l'issue de la guerre, le parti prend cependant ses distances avec le Mouvement pour le salut de la mère patrie.

### Politique extérieure
Les thèmes de la redistribution équitable des richesses et de la lutte contre la concentration du pouvoir des élites, qui dominaient les législatives de 2018, sont cette fois ci quasiment absents des débats. Dans le contexte immédiat de la guerre en Artsakh, la campagne est largement dominée par les questions de sécurité nationale et des négociations futures avec l'Azerbaïdjan, en particulier la démarcation de la frontière entre les deux pays. Les mois qui précèdent sont ainsi marquées par des regains de tension frontalière entre les deux voisins,.
Si le parti Contrat civil de Nikol Pachinian bénéficiait jusque là d'une importante popularité quant à sa politique intérieure, l'irruption de ces nouvelles questions profite largement à l'Alliance arménienne, Robert Kotcharian ayant réussi à construire une image de chef d'État expérimenté — appuyé par son passé de « Chef de guerre » à la tête de l'Artsakh lors des victoires des années 90 —, en opposition au manque d'expérience de Pachinian en matière d'affaires internationales et de sécurité nationale. Ses opposants ne manquent cependant pas de pointer du doigt son manque d'initiative pour une résolution négociée du conflit au cours de sa décennie au pouvoir, ainsi surtout que son rôle dans la violente répression de 2008,.
Très scrutée, les réactions du voisin russe semblent indiquer une absence de prise de position du Kremlin entre les deux principaux concurrents, ni Pachinian ni Kotcharian ne bénéficiant ouvertement des faveurs du président Vladimir Poutine, dont la présence de troupes au sol en Artsakh en tant que forces de maintien de la paix lui permet de devenir le garant de facto de la sécurité du pays. L'importance du scrutin législatif est ainsi releguée au second plan, la Russie ayant assuré ses intérêts stratégiques dans la région quel que soit le vainqueur.

### Principales forces politiques
| Parti | Parti                                                    | Idéologie                                                 | Chef de file      | Résultat en 2018                                                     |
| ----- | -------------------------------------------------------- | --------------------------------------------------------- | ----------------- | -------------------------------------------------------------------- |
|       | Contrat civil K'aghak'atsiakan paymanagir, (KP)          | Centre Démocratie libérale, réformisme                    | Nikol Pachinian   | En coalition avec le Parti de la mission 70,42 % des voix 88 députés |
|       | Arménie prospère Bargavadj Hayastani Kusaktsutyun, (BHK) | Centre droit Libéral-conservatisme, russophilie           | Gagik Tsarukian   | 8,26 % des voix 26 députés                                           |
|       | Arménie lumineuse                                        | Centre droit Libéralisme classique, europhilie            | Edmon Marukian    | 6,37 % des voix 18 députés                                           |
|       | Alliance « J'ai l'honneur » Pativ unem dashink, (PUD)    | Centre droit à droite National-conservatisme, russophilie | Artur Vanetsyan   | Nouveau HHK : 4,70 % des voix 0 députés                              |
|       | Alliance arménienne Hayastan dashink, (HD)               | Centre gauche Nationalisme, russophilie                   | Robert Kotcharian | Nouveau FRA : 3,88 % des voix 0 députés                              |

## Résultats
Seuls deux formations franchissent les quorum nécessaires pour une représentation parlementaire, soit un de moins qu’aux précédentes élections. Un minimum de trois formations étant requises, celle arrivée en troisième position accède à la répartition des sièges. Le parti Contrat civil obtient trois des quatre sièges réservés aux minorités, l'Alliance arménienne obtenant celui réservé aux Assyriens. Les résultats définitifs sont publiés le 28.
|                                   |                                              |                                              |           |       |      |        |               |  |  |
| Parti ou coalition                | Parti ou coalition                           | Parti ou coalition                           | Voix      | %     | +/-  | Sièges | +/-           |  |  |
|                                   | Contrat civil                                | Contrat civil                                | 688 761   | 53,95 | –    | 71     | 11            |  |  |
|                                   |                                              | Fédération révolutionnaire arménienne        | 269 481   | 21,11 | Nv.  | 10     | 10            |  |  |
|                                   | Arménie unie                                 | 6                                            | 269 481   | 21,11 | Nv.  | 6      |               |  |  |
|                                   | Renaissance arménienne                       | 1                                            | 269 481   | 21,11 | Nv.  | 1      |               |  |  |
| Total Alliance arménienne         | Total Alliance arménienne                    | 29                                           | 269 481   | 21,11 | Nv.  | 29     |               |  |  |
|                                   |                                              | Parti républicain d'Arménie                  | 66 650    | 5,22  | Nv.  | 4      | 4             |  |  |
|                                   | Parti de la mère patrie                      | 3                                            | 66 650    | 5,22  | Nv.  | 3      |               |  |  |
| Total Alliance « J'ai l'honneur » | Total Alliance « J'ai l'honneur »            | 7                                            | 66 650    | 5,22  | Nv.  | 7      |               |  |  |
|                                   | Arménie prospère                             | Arménie prospère                             | 50 444    | 3,95  | 4,31 | 0      | 26            |  |  |
|                                   | République                                   | République                                   | 38 758    | 3,04  | –    | 0      | en stagnation |  |  |
|                                   | Congrès national arménien                    | Congrès national arménien                    | 19 691    | 1,54  | N/a  | 0      | en stagnation |  |  |
|                                   | Alliance des démocrates Shirinyan-Babajanyan | Alliance des démocrates Shirinyan-Babajanyan | 19 212    | 1,50  | Nv   | 0      | en stagnation |  |  |
|                                   | Pôle démocratique national                   | Pôle démocratique national                   | 18 976    | 1,49  | Nv   | 0      | en stagnation |  |  |
|                                   | Arménie lumineuse                            | Arménie lumineuse                            | 15 591    | 1,22  | 5,15 | 0      | 18            |  |  |
|                                   | Mouvement conservateur national              | Mouvement conservateur national              | 15 549    | 1,22  | Nv   | 0      | en stagnation |  |  |
|                                   | Parti libéral                                | Parti libéral                                | 14 936    | 1,17  | Nv   | 0      | en stagnation |  |  |
|                                   | La patrie des arméniens                      | La patrie des arméniens                      | 13 130    | 1,03  | Nv   | 0      | en stagnation |  |  |
|                                   | L'Arménie est notre maison                   | L'Arménie est notre maison                   | 12 149    | 0,95  | Nv   | 0      | en stagnation |  |  |
|                                   | Parti démocratique                           | Parti démocratique                           | 5 020     | 0,39  | Nv   | 0      | en stagnation |  |  |
|                                   | Parti chrétien national                      | Parti chrétien national                      | 4 619     | 0,36  | Nv.  | 0      | en stagnation |  |  |
|                                   | Alliance de la patrie libre                  | Alliance de la patrie libre                  | 4 119     | 0,32  | Nv   | 0      | en stagnation |  |  |
|                                   | Arménie intègre                              | Arménie intègre                              | 3 914     | 0,31  | Nv.  | 0      | en stagnation |  |  |
|                                   | Décision citoyenne                           | Décision citoyenne                           | 3 775     | 0,30  | 0,38 | 0      | en stagnation |  |  |
|                                   | Autres partis                                | Autres partis                                | 8 003     | 0,63  | –    | 0      | en stagnation |  |  |
|                                   |                                              |                                              |           |       |      |        |               |  |  |
| Suffrages exprimés                | Suffrages exprimés                           | Suffrages exprimés                           | 1 273 693 | 99,63 |      |        |               |  |  |
| Votes blancs et nuls              | Votes blancs et nuls                         | Votes blancs et nuls                         | 4 682     | 0,37  |      |        |               |  |  |
| Total                             | Total                                        | Total                                        | 1 281 375 | 100   | –    | 107    | 25            |  |  |
| Abstention                        | Abstention                                   | Abstention                                   | 1 313 959 | 50,63 |      |        |               |  |  |
| Inscrits / participation          | Inscrits / participation                     | Inscrits / participation                     | 2 595 334 | 49,37 |      |        |               |  |  |

## Analyse
Malgré des sondages qui donnaient l'Alliance arménienne au coude à coude avec Contrat civil, ce dernier remporte largement le scrutin, accusant seulement un léger recul par rapport à 2018. Le parti du Premier ministre parvient même à renouveler la majorité des deux tiers remportée aux précédentes législatives. Le scrutin se révèle une victoire surprise pour Nikol Pachinian, qui conserve une confortable majorité à l'assemblée nationale et qualifie le résultat inespéré de « révolution d’acier » en référence à la « révolution de velours » de 2018. Avec près de 54 % des suffrages exprimés et 72 sièges sur 107, Contrat civil détient ainsi seul la majorité absolue lui permettant de gouverner sans recourir à un gouvernement de coalition,,.
Arrivée deuxième avec 21 % des voix, l'Alliance arménienne réunit quant à elle 27 sièges tandis que l'Alliance « J'ai l'honneur » obtient 5 % et 6 sièges. Bien que n'ayant pas franchi le seuil électoral de 7 % réservé aux alliances, cette dernière obtient ainsi des sièges en arrivant troisième du scrutin, aucun autre parti ou alliance ne parvenant à franchir leurs seuils respectifs
Au lendemain du scrutin, Robert Kotcharian dénonce dans un communiqué une fraude électorale, refusant de reconnaitre les résultats. L'OSCE qualifie pour sa part le scrutin de « transparent » et « hautement démocratique ».
Nikol Pachinian redevient Premier ministre de plein droit le 2 août 2021, mettant fin à sa période d'intérim.